# Eusattodera
Eusattodera is een geslacht van kevers uit de familie bladkevers (Chrysomelidae).
De wetenschappelijke naam van het geslacht werd in 1906 gepubliceerd door Schaeffer.

## Soorten
- Eusattodera delta (Wilcox, 1965)
- Eusattodera intermixtus (Fall, 1910)
- Eusattodera luteicollis (Leconte, 1868)
- Eusattodera pini (Schaeffer, 1906)
- Eusattodera rugosus (Jacoby, 1888)
- Eusattodera thoracicus (Melsheimer, 1806)